# آبشار مشکین‌دره سبزوار

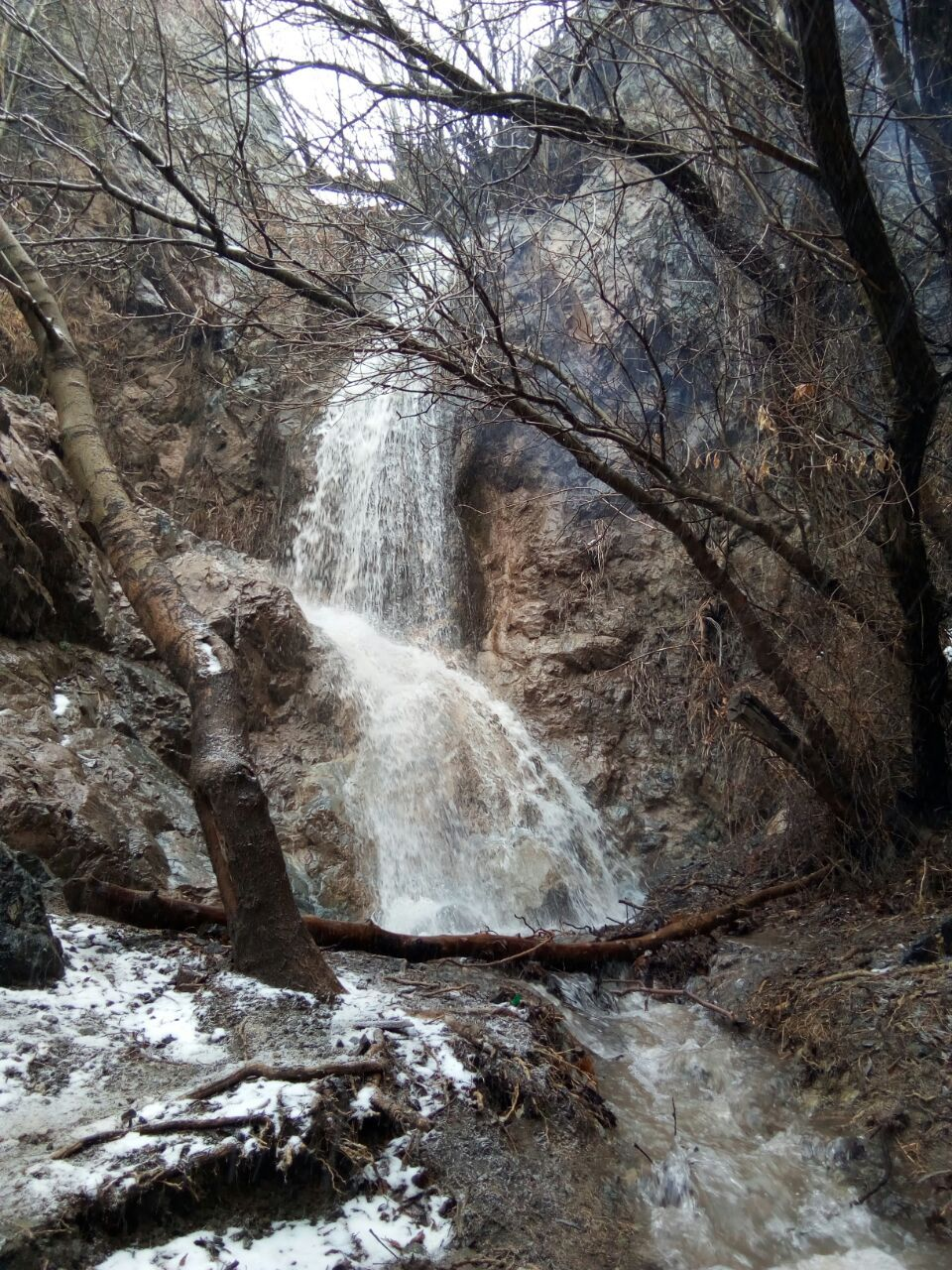
آبشار مشکین دره سبزوار- بهمن ۱۳۹۹

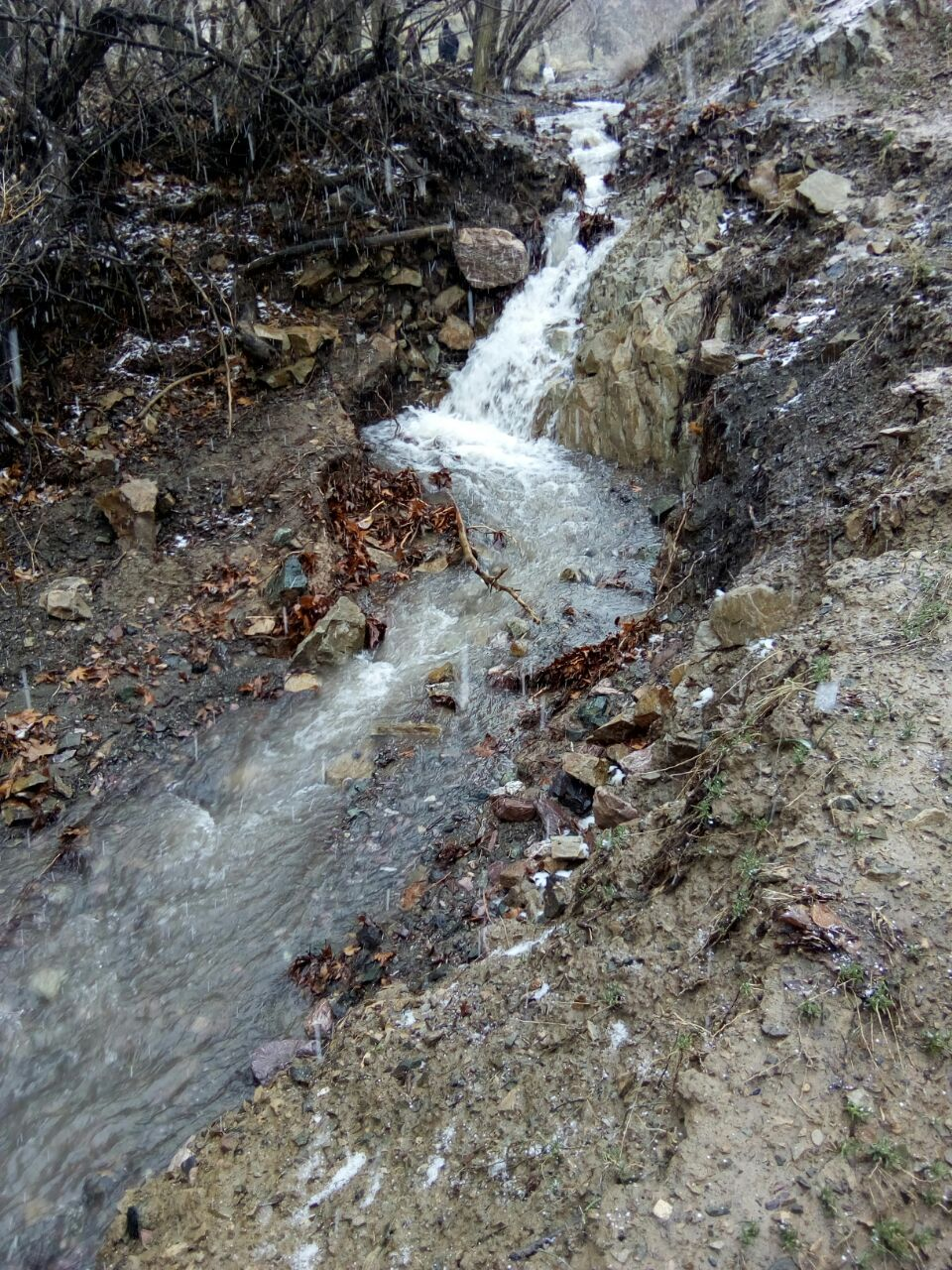
رودخانه مشکین دره سبزوار- بهمن ۱۳۹۹

آبشار مشکین دره سبزوار موسوم به آبشار زاومشک سبزوار آبشاری دیدنی در ایران است که در فاصله ۳ کیلومتری شمال روستای کراب و در فاصله ۲۹ کیلومتری از سبزوار واقع شده است. این آبشار در یکی از دره‌های «کوه شیشا» قرار دارد و ارتفاع آن ۸ متر است. فصل بهار بهترین فصل سال جهت بازدید از این آبشار زیبا است.